# Борок (Лоинское сельское поселение)
Борок — деревня в Смоленском районе Смоленской области России. Входит в состав Лоинского сельского поселения. Население — 15 жителей (2007 год). 
Расположена в западной части области в 49 км к северо-западу от Смоленска, в 14 км юго-западнее автодороги Р133 Смоленск — Невель, на берегу реки Клёц. В 16 км южнее деревни расположена железнодорожная станция О.п. 439-й км на линии Смоленск — Витебск. 

## История
В годы Великой Отечественной войны деревня была оккупирована гитлеровскими войсками в июле 1941 года, освобождена в сентябре 1943 года. 